# Z 20900
,,
Les Z 20900 sont des éléments automoteurs circulant en Île-de-France. Ces rames constituent une évolution des Z 20500 dont elles se distinguent principalement par leur chaîne de traction et leur aménagement intérieur. Depuis 2012, elles circulent toutes sur la ligne C du RER et la ligne V du Transilien mais ont disparu de la ligne H du Transilien. Elles possèdent le même bruit moteur que les Z 23500 du fait qu'elle partagent la même chaîne de traction OnIX.

## Description
Les Z 20900 font partie de la famille des Z 2N. Elles sont une version améliorée des Z 20500 auxquelles elles succèdent. Elles se distinguent notamment par :
- leur composition fixe à quatre caisses ;
- la chaîne de traction OnIX (Onduleur à Intégration eXceptionnelle) à base de composants IGBT ;
- l'installation du système de sécurité fin de soirée par possibilité de neutralisation des espaces voyageurs des motrices ;
- l'intercirculation entre les deux remorques ;
- la ventilation réfrigérée et des vitres teintées ;
- l'application de la classe unique des matériels Transilien et du diagramme à quatre places de front avec des sièges plus larges et confortables équipés d’accoudoirs.

La première rame rénovée est mise en service en avril 2018 ; il s'agit de la 203A.
Depuis leur modernisation, achevée en juillet 2023 avec la 254A, elles ont reçu les modifications techniques suivantes :
- Aménagement intérieur revu aux couleurs Carmillon SNCF ;
- Eclairage intérieur à LEDs et prises USB dans les espaces voyageurs pour les dernières sorties ;
- Livrée extérieure Ile-de-France Mobilités (les plus récentes sorties d'atelier sont floquées SNCF Voyageurs) ;
- Remplacement et modernisation d'organes électriques et de puissance (nouveaux transformateurs, révision de la climatisation et mise à niveau technique de l'électronique de puissance) ;
- Opérations lourdes (traitement de corrosion chaudronnerie pour redonner 20 ans de potentiel à la rame) ;
- Installation de blocs fanaux/projecteurs uniques à LEDs (pouvant présenter les blancs et les rouges sur le même optique) ;
- Pelliculage athermique dans les espaces voyageurs ;

Les deux motrices (ZBe) comptent 82 places assises tandis que les deux remorques (ZRBe) en comportent chacune 96, ainsi qu'un WC (condamné).
Les Z 20900 peuvent former des unités multiples avec les Z 5600, Z 8800, Z 20500, avec deux éléments au maximum en service commercial.
En octobre 2017, les rames commencent à être progressivement équipées du système d'information voyageurs embarqué (SIVE) qui était initialement déployé sur les Z 20500 de la ligne D câblé en audio uniquement. De toutes les sous-séries Z 2N, seules les Z 20900 étaient équipées de ce système, non interopérable avec les autres sous-séries. Celui-ci a progressivement été remplacé par la même version que les autres rames, rendant toute la série compatible.
Petite particularité de ces rames, les 20900 sont les seules équipées du réarmement des signaux d'alarmes en cabine lorsqu'un signal est tiré.

## Histoire
Afin de compléter le parc de matériel roulant de la ligne C du RER, et d'éliminer de la ligne les derniers éléments Z 5300 encore en service, la SNCF commande fin 1998 de nouvelles rames de type Z 20500, mais comportant diverses évolutions de motorisation et d'aménagement. Ces nouveaux éléments sont livrés de juillet 2001 à 2004 et sont numérotés Z 20900. Leur livraison permet d'éliminer, par décalage, la première sous-série de Z 6100 en banlieue Nord. Les Z 20900 ont été principalement conçues pour les trajets de banlieue plus longs, en particulier entre Paris et la grande banlieue, de par l'aménagement intérieur des sièges, en comparaison avec les Z 20500.
Par ailleurs, douze rames Z 20900 étaient en plus évoquées pour augmenter l'offre du RER B pour la nouvelle antenne nord envisagée entre Dugny et Le Bourget en prévision de l’Exposition universelle [avortée] de Dugny de 2004 (42 autres Z 20900 allaient remplacer sur le RER C les Z 5300).
Tandis que les quarante premiers éléments sont décorés de la livrée tricolore dite « Île-de-France », les quatorze derniers sont dotés de la livrée Transilien bleu marine à berlingots, ensuite appliquée aux voitures de banlieue à deux niveaux (VB 2N) et aux rames inox de banlieue (RIB) rénovées. Les dix derniers éléments de la série sont financés par le Conseil régional d'Île-de-France.
La chaîne de traction OnIX, essayée sur l'élément Z 20887-20888, est généralisée sur ces nouvelles rames. Elles se distinguent des Z 20500 par la disposition des sièges à quatre places de front (2+2), tous munis d'accoudoirs et dont le confort est amélioré, par l'absence de compartiment de première classe, supprimée dans le RER le 1er septembre 1999, et par la présence de vitres teintées et d'une ventilation réfrigérée, permettant d'abaisser la température ambiante de 3 à 4 °C l'été.
Un dispositif de condamnation des portes des motrices permet en extrême soirée de rassembler les voyageurs dans les deux remorques centrales, liées par une intercirculation dépourvue de portes, ceci afin d'amoindrir le sentiment d'insécurité dans des rames presque vides. Toutefois, ce dispositif appelé "SNU" pour Service NUit, n'est plus utilisé aujourd'hui, du fait d'une part de la fréquentation croissante des rames en soirée, d'autre part de la raréfaction des services d'extrême soirée résultant des travaux de nuit sur les voies.

## Services assurés
À partir de 2012, toutes les rames de cette série sont affectées au RER C. En outre, depuis décembre 2023, elles sont utilisées également sur la ligne V du Transilien.
| (RER) · (C)                        | - Pontoise ↔ Montigny - Beauchamp ↔ Pont de Rungis ↔ Massy - Palaiseau - Saint-Quentin-en-Yvelines ↔ Invalides ↔ Saint-Martin-d'Étampes/Dourdan - La Forêt - Versailles-Château-Rive-Gauche ↔ Juvisy |
| Transilien · Ligne V du Transilien | - Versailles-Chantiers ↔ Massy - Palaiseau |

## Superviseur technique de flotte
La supervision technique de flotte de la ligne C (STF Transilien ligne C, ou SLC), entité interne de la SNCF, gère le matériel moteur sur la ligne C du RER et donc les 54 exemplaires de Z 20900. Toutes les Z 20900 sont entretenues au technicentre SNCF des Ardoines à Vitry-sur-Seine.

## Rames particulières
- Les Z 20981/82 à 21007/08 ont reçu la nouvelle livrée Transilien aux couleurs de la région Île-de-France (bleu avec berlingots de couleurs).
- La Z 20967/68 a été accidentée le 20 décembre 2009 lors de l'accident ferroviaire de Choisy-le-Roi[10]. Elle a été réparée au Technicentre de Saint-Pierre-des-Corps. À la suite de cet accident, la rame 234 A est revenue au dépôt des Ardoines avec la motrice impaire de la rame 251 A (Z 21001) et a circulé avec cette composition au cours de l'année 2012. L’élément 234 A a retrouvé sa composition initiale après réparation et circule à nouveau sur la ligne C depuis mars 2013.
- La Z 20905/06 est la première à être rénovée ; elle arbore une livrée à base de rouge Carmillon de la SNCF et vif argent du STIF[4]. La prochaine rame à être rénovée sera la Z 20903/04, toujours arborée de la livrée Carmillon de la SNCF et du vif argent du STIF. Elle est reconnaissable, notamment, à son toit intégralement blanc. Les autres rames Z 20900 seront vêtues de la nouvelle livrée bleu clair Île-de-France Mobilités[11].
- La Z 20901/02 est la première à recevoir la livrée bleu clair Île-de-France Mobilités, suivie peu après par la rame Z 20907/08.

## Galerie de photographies

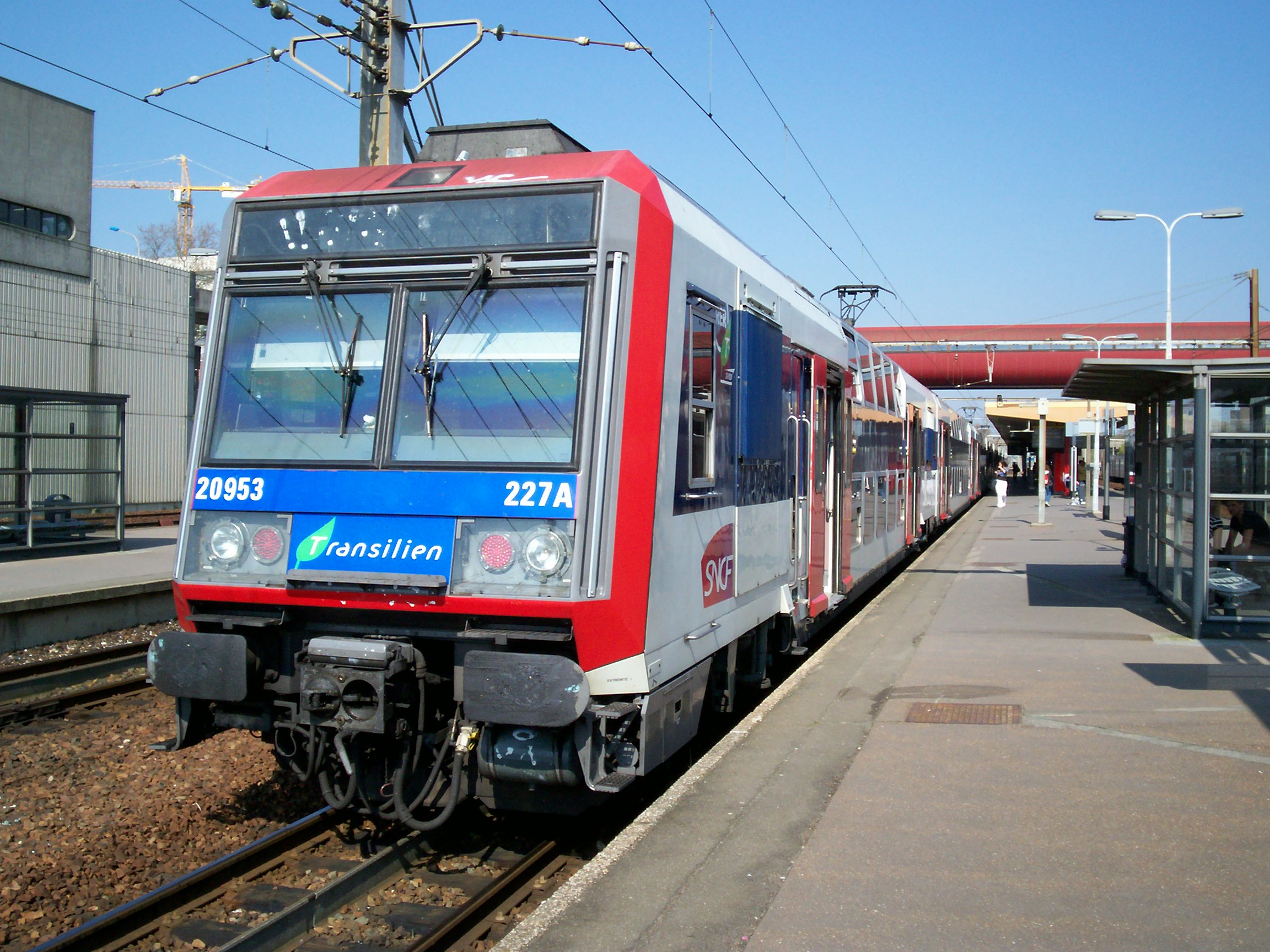
Une rame du RER C en livrée Île-de-France en gare de Saint-Quentin-en-Yvelines.
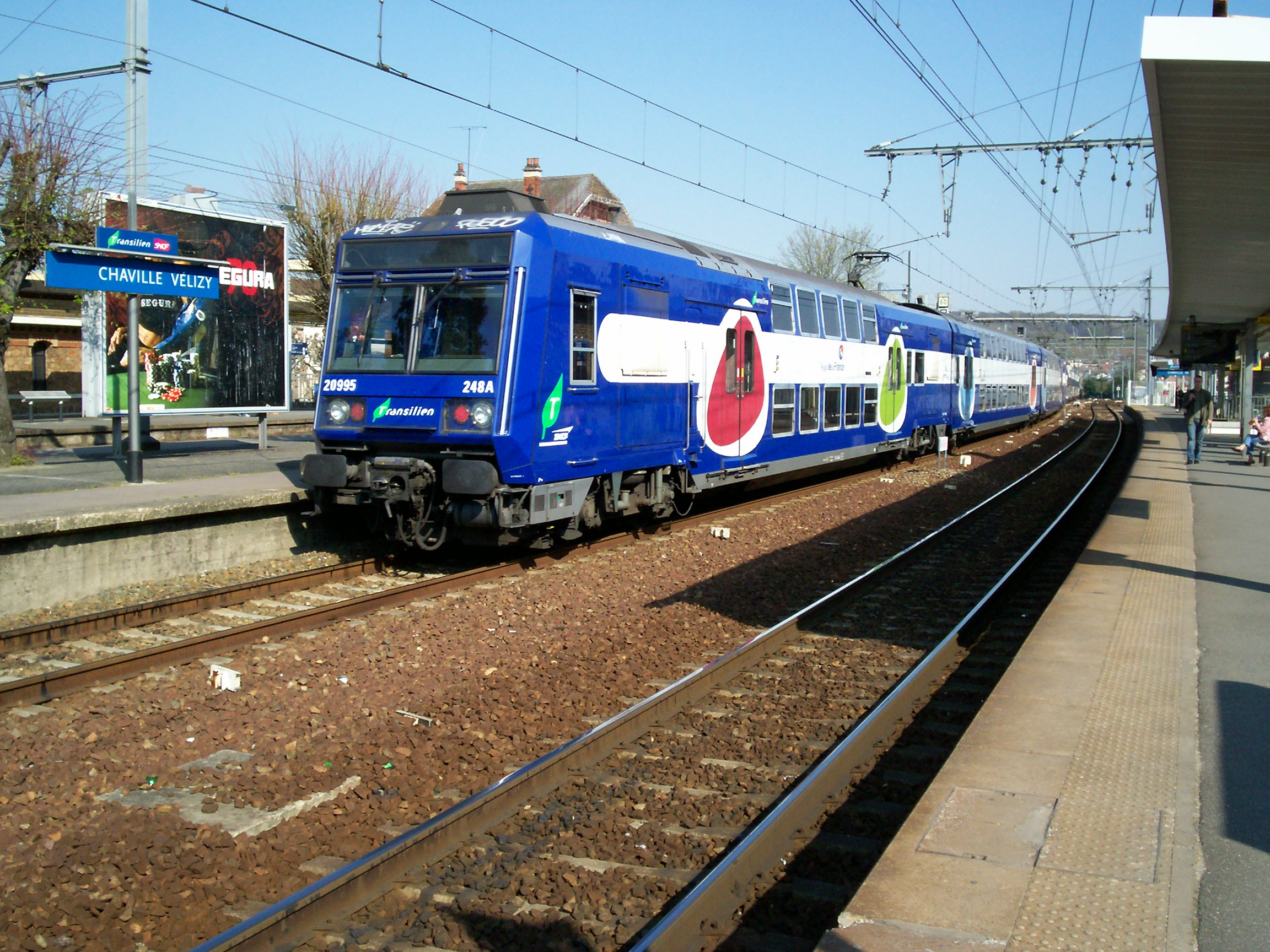
La rame 248A en livrée Transilien bleu marine à berlingots en gare de Chaville - Vélizy.
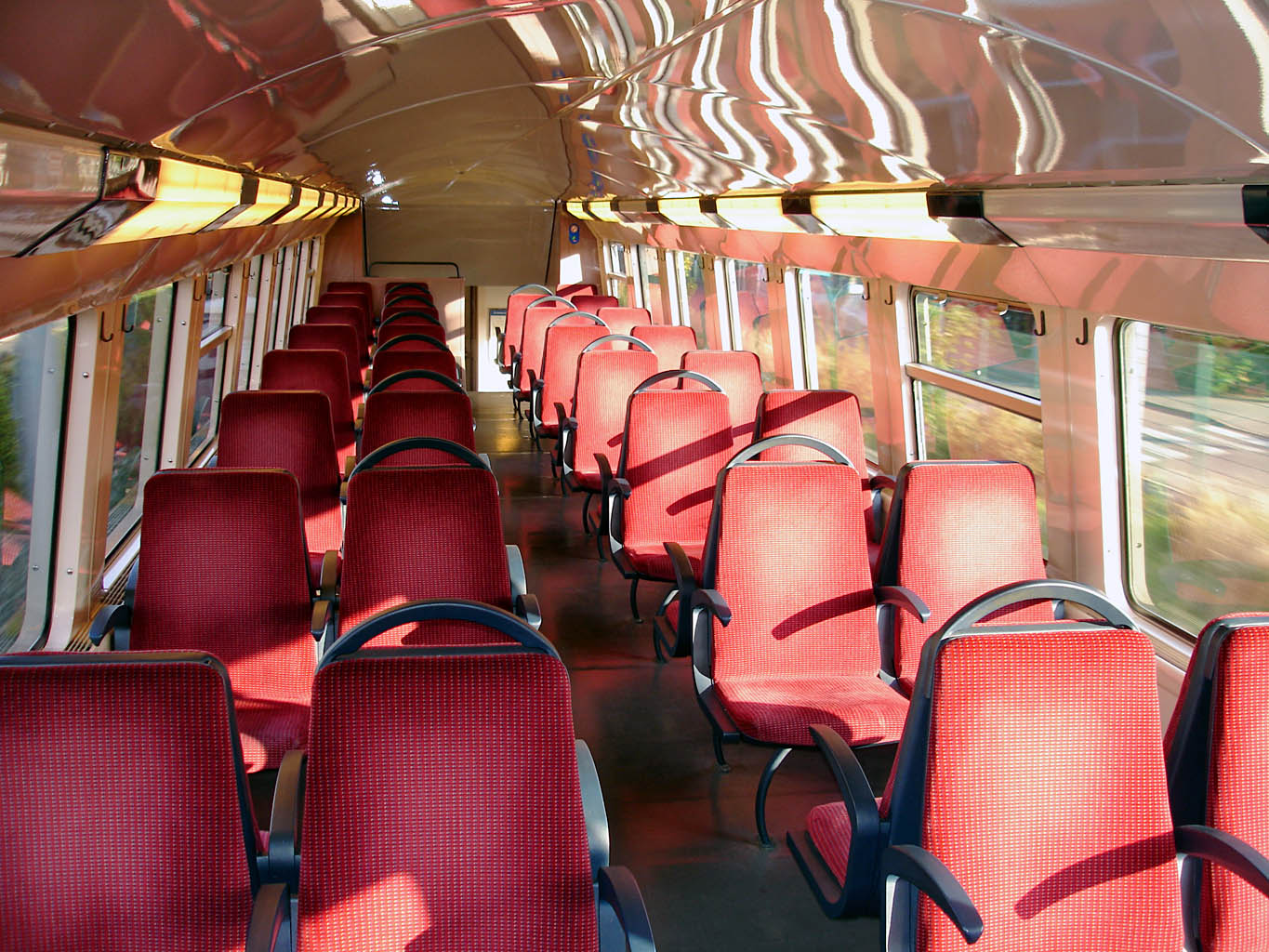
Salle haute d'une remorque.
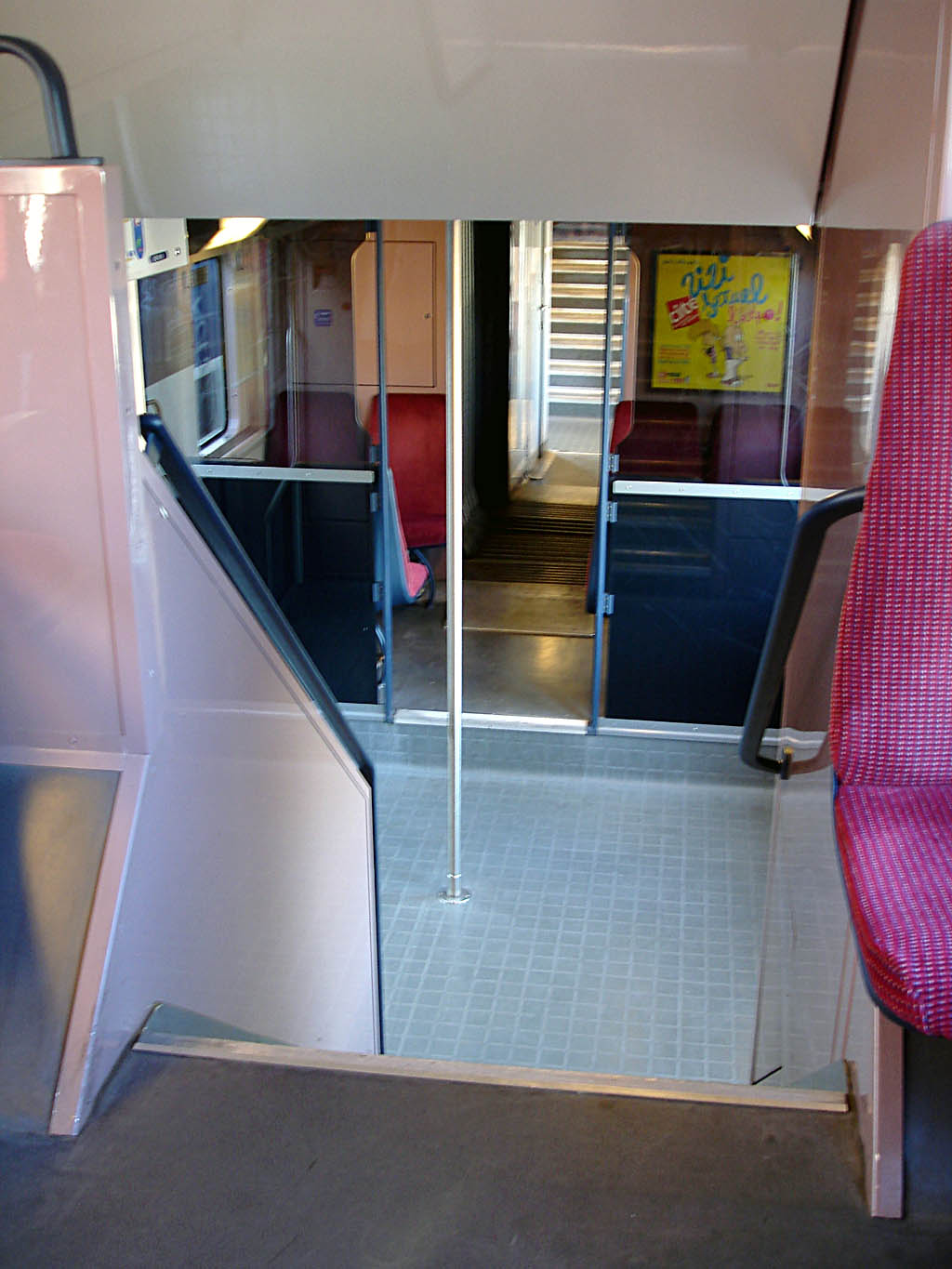
Plate-forme d'une remorque et vue de l’inter-circulation.
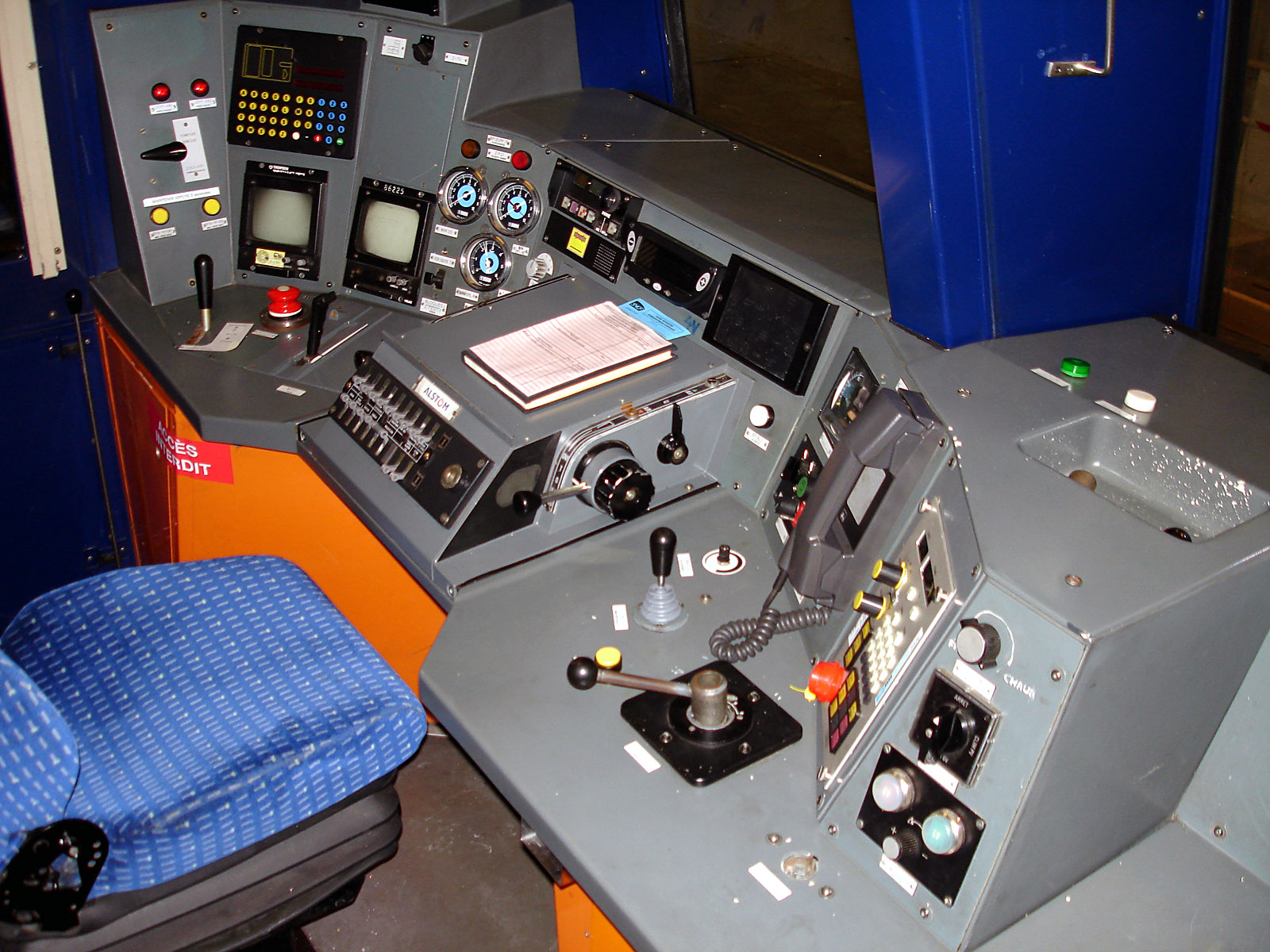
La cabine de conduite.
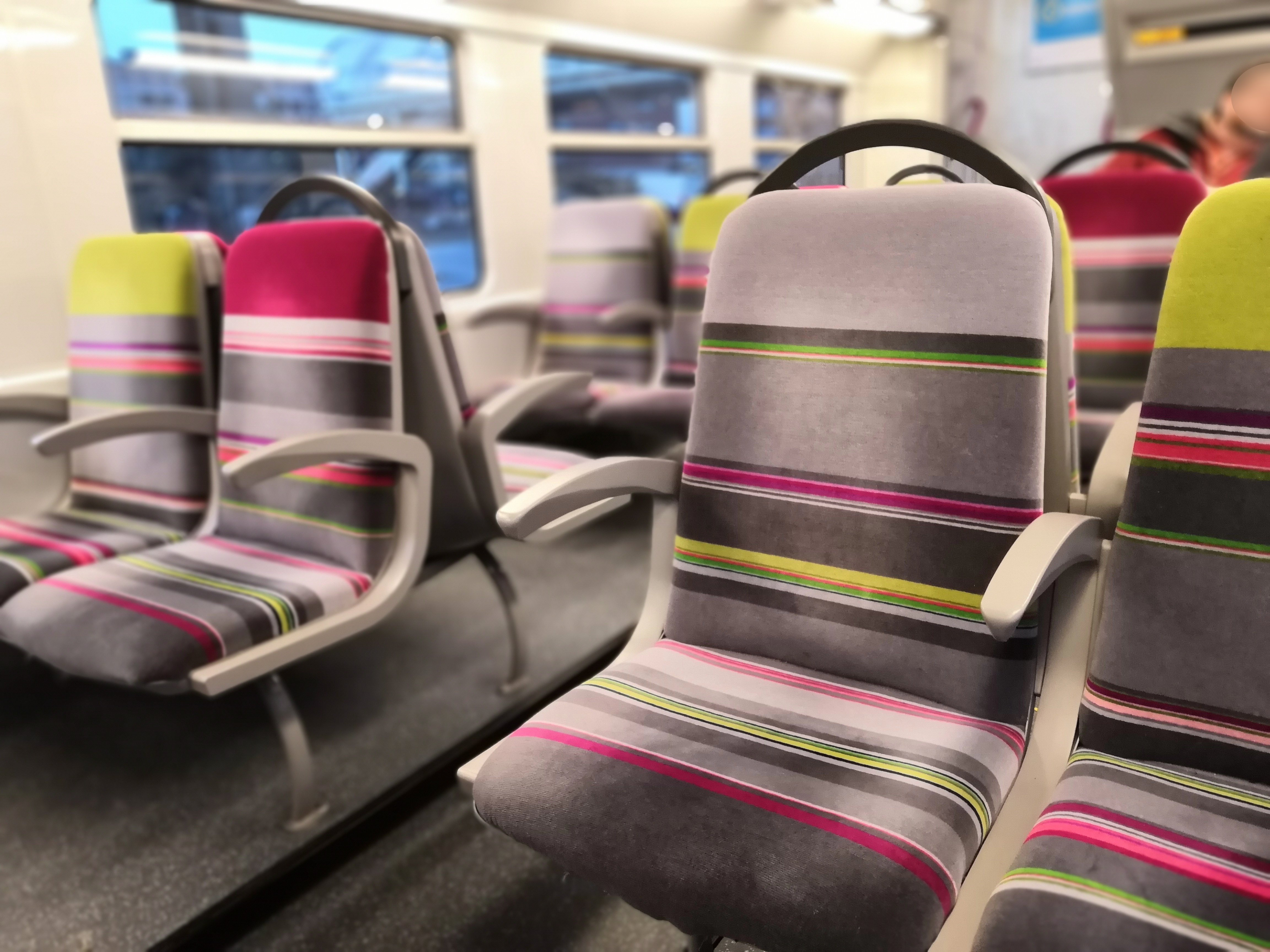
Sièges de la 203A en livrée Carmillon.